# Shinta Dewi
Shinta Dewi (nacida en Bandung, Java Occidental, el 18 de septiembre de 1982,), más conocida como Tata, es una cantante indonesia y miembro del dúo Mahadewi (antigua Dewi Dewi).

## Biografía
Desde su infancia Tata ya tiene aspiraciones a convertirse como cantante porque la inspiración de su hermana mayor, cuenta con sus propios ingresos como cantante de un café. Tata comenzó a perseguir seriamente el campo de la música desde que se graduó de la escuela secundaria con una banda de tequilla formada por sus amigos. También siguió a su hermano para convertirse en una cantante de café.
En 2005, la Administración empezó a tratar de hacer realidad la obesesinya para convertirse en una de las cantantes famosas en la audición de Indonesia 2 Idol. En el evento, que se emitió por RCTI, se deshizo de miles de participantes, con el tiempo para fallar en su conjunto 24.
Tata en tranquilidad, dos años después volvió a probar suerte con la audición, titulado "Dewi Dewi ObsessionDewa 19 Search' en febrero de 2007. concurso de canto que fue iniciada por el líder de Deidad 19, Ahmad Dhani, en busca de tres mujeres que serían un grupo de personal de Dewi Dewi. Las audiciones se llevaban a cabo en Yakarta y Bandung transmitida por SCTV. Junto a Dewi por fin se acercó a Tata. Su voz fue única y logró atraer la simpatía a ngerock Ahmad Dhani Tata y finalmente seleccionados, con un Ina y Purie, derrotó a miles de participantes que quierían convertirse en una estrella. Tata También se estableció en contacto con el denominadfo República de El amor de Gestión, durante cinco años, a partir de 2007 hasta 2012.

## Discografía
- Recycle + (2007) - bersama Dewi Dewi
- The Best Of Republik Cinta Artists Vol. 1 (2008)
- Dewi Cinta (2009) - bersama Mahadewi